# ICQ
ICQ ([a:jsi:kju:], homofon anglické fráze I Seek You), byl raný software pro instant messaging (okamžitá online komunikace) využívající protokolu OSCAR a fungující od roku 1996 do června 2024, kdy byl provoz ukončen pro zanedbatelný zájem. Program byl vyvinut izraelskou firmou Mirabilis a roku 1998 byl software i protokol prodán společnosti AOL. Na svém vrcholu v roce 2001 měla síť ICQ více než 100 milionů registrovaných uživatelů, šlo v té době o jednu z celosvětově nejoblíbenějších komunikačních aplikací. Pokles zájmu o službu způsobil prodej ruské skupině Mail.ru (VKontakte) a následně 26. června 2024 služba po necelých 28 letech ukončila činnost.

## Etymologie
Písmena ICQ se v angličtině vyslovují [áj sí kjú], tedy prakticky stejně jako věta I Seek You, česky Hledám tě. Jedná se tedy o podobnou grafickou zkratku jako např. 4U (For You) nebo české O5 (opět). V českém prostředí, zejména u méně poučených uživatelů, se ovšem objevovalo i české čtení [í cé kvé].

## Funkce
Funkce programu ICQ zahrnovaly posílání textových zpráv, offline posílání zpráv, skupinové chatování, odesílání SMS zpráv, odesílání souborů a hry pro více hráčů provozované pomocí technologie Flash.

### UIN
Uživatelé ICQ byli jednoznačně identifikování pomocí tzv. UIN, toto číslo se udělovalo v pořadí od 100-000 výše (pětimístná UIN také existovala, ale byla využita samotnými vývojáři). Během roku 1997 byla šestimístná čísla vyčerpána a začala se udělovat sedmimístná, roku 1998 se již objevila osmiciferná UIN a na přelomu let 2000 a 2001 devíticiferná.
Počínaje ICQ 6 se uživatelé mohli přihlásit i pomocí e-mailové adresy, zadané při registraci účtu. Noví uživatelé v roce 2011 již dostávali UIN s číslem 500-000-000 a vyšším; účty s nízkými čísly (pěti-, šesticifernými) byly coby sběratelská vzácnost draženy na aukčních serverech.
UIN je zkratka z Universal Internet Number nebo z Unified Identification Number, které po registraci obdržel každý uživatel ICQ. Na rozdíl od jiných instant messengerů bylo v ICQ jediným stálým a neměnným identifikátorem právě číslo UIN; vyhledávat uživatele bylo kromě toho možné přes e-mail, přezdívku (nick), jméno a příjmení. Nick se dal libovolně měnit. Jako reakci na zvětšující se počet krádeží atraktivních (jako 111-111-111 apod.) nebo krátkých UIN hackery, ICQ začalo ukládat e-mailové adresy dříve spojené s UIN. UIN byly kradeny phishingem nebo metodou brute force, původní majitelé se ke svým UIN mohli dostat, dokud hackeři nezměnili e-mailovou adresu přiřazenou k UIN.

## Historie
ICQ bylo vyvinuto v roce 1996 izraelskou firmou Mirabilis. Firmu založili čtyři Izraelci, Jair Goldfinger, Arik Vardim, Sefi Vigiser a Amnon Amir. První verze tohoto programu byla vydána v listopadu 1996 a protokol ICQ se následně stal první rozsáhle užívanou službou pro instant messaging na internetu, později společnost dokonce patentovala tuto technologii.
America Online (AOL) získala Mirabilis 8. června 1998 za 407 milionů dolarů (287 milionů v hotovosti a 120 milionů v tříletých splátkách). Poté bylo ICQ řízeno Arielem Jarnitskym a Avim Schechterem. Dne 19. prosince 2002 firma AOL Time Warner oznámila, že ICQ požádalo o patent na instant messaging v USA. Obliba ICQ však během první dekády 21. století kvůli masivnímu rozvoji konkurenčních komunikačních platforem a technologií razantně poklesla.
V dubnu 2010 společnost America Online prodala software i protokol ICQ ruské skupině Mail.ru, konkrétně firmě Digital Sky Technologies. Cena akvizice byla 187,5 milionu dolarů.
V Česku zajišťovala do 13. března 2012 podporu, oficiální překlad a prezentaci klienta ICQ firma Centrum Holdings, provozovatel portálů Centrum.cz a Atlas.cz. Toho data převzal tuto podporu provozovatel TV Nova – společnost TV Nova s.r.o. Po ukončení provozu provozovatelé odkazují na ruskou sociální síť VKontakte.
Poslední vzmach popularity zaznamenalo ICQ počátkem roku 2021 v souvislosti s aférou ohledně aktualizace zásad ochrany osobních údajů aplikace WhatsApp – například v Hongkongu se počet stažení aplikace ICQ zvýšil 35krát. V únoru 2022 mělo ICQ asi 11 milionů aktivních uživatelů.
Poté však zájem zase utichl a v květnu 2024 provozovatel oznámil, že k 26. červnu 2024 služba po necelých 28 letech ukončí činnost.

### Vývoj klienta
Verze klienta ICQ 2000 a ICQ 2001 obsahovaly Upomínky a Poznámky, obě tyto funkce nebyly v dalších verzích přítomny. Verze klienta ICQ Pro 2003b byla první verzí, která používala ICQ protokol verze 10, ICQ 5 a 5.1 používaly verzi protokolu 9, ICQ 2002 a 2003a používaly verzi 8. Všechny předchozí verze programu ICQ užívaly protokol verze 7.
U verze ICQ 4 a pozdější ICQ 5 (vydána v 7. února 2005) došlo později ke změně na ICQ Lite. Rozdíl od hlavního klienta protokolu ICQ byl v přidání tzv. Xtraz, softwaru obsahující různé hry a další funkce. Původním posláním klienta ICQ Lite byla nabídka menšího a rychlejšího alternativního klienta. Klient protokolu ICQ podporoval změnu obrázku na pozadí software (do roku 2003), verze ICQ 5 nabídla podporu skinů, které si uživatel mohl libovolně měnit. Na oficiálních internetových stránkách se nachází několik oficiálních skinů, pomocí programu SkinBuilder někteří uživatelé vyvinuli vlastní skiny a nabídli je ke stažení.
Verze klienta ICQ 6 byla vydána 17. dubna 2007. Uživatelské rozhraní bylo od základu přebudováno a bylo použito nové vykreslovací jádro společnosti America Online s názvem Boxely. Kromě změny vzhledu bylo novou funkcí posílání krátkých zpráv ze seznamu kontaktů. Verze klienta ICQ Lite 1.0 byla vydána 11. prosince 2008. Podobá se spíše jednoduchým alternativním klientům, oficiálně byla dostupná jen pro ruský trh. Na tamním trhu vytvářela konkurenci ruskému alternativnímu klientu QIP 2005. Po instalaci bylo možné nastavit jako jazyk uživatelského rozhraní angličtinu či ruštinu.
Jak se na původního lehkého a snadno použitelného klienta nabalovaly další, mnohdy zbytečné funkce, vytratila se původní jednoduchost a elegance celého ICQ.

### Další produkty
Dalším produktem společnosti ICQ byl webový klient s názvem ICQ2Go, měl minimální množství funkcí. Verze byla naprogramována pomocí technologie Adobe Flash, starší verze používala programovací jazyk Java. Společnost ICQ také vyvinula alfa verzi programu Compad, experimentálního klienta podobného ICQ, který nebyl dostupný pro celý svět.

## Kritika
Podle bezpečnostního analytika Jeffrey Carra mohlo být užívání ICQ spojeno s bezpečnostním rizikem, zejména poté co bylo roku 2010 zakoupeno ruskou investiční společností Digital Sky Technologies. Protokol ICQ tak přestal být oblíben uživateli internetu ve Spojených státech a v Británii, stále však zůstal populární ve východní Evropě a v Rusku. Carr soudil, že nový majitel společnosti ICQ mohl být využit ruskou tajnou službou FSB pro přístup do záznamů rozhovorů uživatelů protokolu ICQ, protože ruské právo umožňuje otevřít tyto záznamy „vždy když agent řekne“.

### Spam
Protokol ICQ byl údajně používán pro distribuci nevyžádaných reklamních zpráv a spamu. Příčinou tohoto stavu byl fakt, že UIN bylo tvořeno jen čísly, takže nebylo potřeba mít seznam jmenných adres jako třeba u e-mailu.

### Soukromí a duševní vlastnictví
Pokud uživatel souhlasil s podmínkami užívání ICQ (stav roku 2000), dovoloval společnosti ICQ Inc. užití všech odeslaných informací. Toto mohlo znamenat, že společnosti ICQ mohl zveřejňovat, distribuovat a dále manipulovat s jakýmikoliv daty a také se zprávami odeslanými pomocí protokolu ICQ.

### Tlak na alternativní klienty
Společnost America Online dříve dodržovala tvrdý přístup vůči alternativním (neautorizovaným) klientů protokolu ICQ.
- V červenci 2008 byly implementovány změny na serverech ICQ, které zapříčinily nefunkčnost mnoha špatně naprogramovaných neoficiálních klientů. Jejich uživatelé obdrželi oficiální upozornění od systému ICQ.
- 29. prosince 2008 tiskové oddělení společnosti ICQ zveřejnila prohlášení, které naznačovalo, že alternativní klienti jsou nebezpečný software.[17]
- 21. ledna 2009 začaly servery ICQ blokovat všechny neoficiální klienty protokolu ICQ v Rusku a také ve státech Commonwealthu.[18] Uživatelé v Rusku a Ukrajině obdrželi zprávu od uživatele s UIN 1:

Системное сообщение
ICQ не поддерживает используемую вами версию. Скачайте бесплатную авторизованную версию ICQ с официального web-сайта ICQ.

Systémová zpráva
Verze Vámi používaného klienta není podporována společností ICQ. Stáhněte si zdarma autorizovanou verzi klienta ICQ z oficiálních stránek ICQ.

Na stránkách Icq.com byla důležitá zpráva pro rusky mluvící uživatele sítě ICQ: „ICQ осуществляет поддержку только авторизированных версий программ: ICQ Lite и ICQ 6.5.“ („ICQ podporuje pouze autorizované verze klienta: ICQ Lite nebo ICQ 6.5.“)
- 3. února 2009 byly události z 21. ledna téhož roku zopakovány.

Vysvětlení: AOL navrhla novou verzi protokolu ICQ, ke kterému dala na svém webu také volně dokumentaci. Dále 2 roky předem AOL avizovala, že dojde k vypnutí starého protokolu. Pouze ICQ programy, které nedisponovaly novou verzí protokolu, byly po dvou letech neschopné navázat spojení, protože došlo k dva roky předem ohlášené změně – vypnutí starší verze protokolu.

### Problémy s původní smlouvou
Software ICQ při instalaci vyžadoval přečtení, porozumění a souhlas nejenom s českým překladem, ale také se smlouvami v angličtině uvedenými na oficiální stránce společnosti. Tyto navíc obsahovaly klauzuli, že se uživatel má průběžně k těmto podmínkám vracet, zdali nedošlo k nějakým změnám.
Registrací ICQ účtu uživatel souhlasil, že četl a že respektoval všechny tyto smlouvy, ve kterých mimo jiné stálo, že:
- ICQ se nesmělo používat, pokud uživatel nedosáhl alespoň 13 let věku[19]
- nesměl se používat/vytvářet žádný jiný než oficiální klient; výjimkou byl vývoj klientů podle podmínek Open AIM Developer License (což, kromě jiného, znamenalo přidání nejméně dvou z pěti vyjmenovaných funkcionalit, například AIM Toolbaru a reklamy)[20] a jejich následné používání[19]
- z oficiální aplikace se nesměly odstraňovat reklamy[19]
- služby a funkce ICQ (včetně softwaru) mohly být kdykoli změněny, omezeny nebo zrušeny[19]
- ICQ se nesmělo používat pro „libovolné komerční účely nebo jiné účely, které nejsou v dobré víře vaším soukromým osobním užíváním tak, jak tyto služby výslovně nabízí webové stránky ICQ“[19]
- bylo zakázáno „software nebo jeho libovolnou část (včetně komunikačních protokolů ICQ)“ začleňovat do softwaru nebo služeb připojujících se k ICQ nebo jiným internetovým službám (tj. používání bran do jiných IM bylo v rozporu s podmínkami)[19]
- pokud byl překlad podmínek do jiného jazyka v rozporu s původní anglickou verzí, měla přednost anglická verze[19]
- společnost ICQ získala oprávnění libovolně užívat veškeré informace a materiály, které jí byly poskytnuty (kromě komunikace mezi uživateli) nebo byly zveřejněny pomocí nástrojů ICQ[19]
- jako rozhodné zákony byly určeny zákony státu Virginie a jako místně příslušný soud byl určen soud ve Virginii[19]

## Seznam verzí klienta

### ICQ (ICQ „Classic“)
- ICQ 1.111, ICQ 1.113 (1997)
- ICQ 98a, ICQ 98b (1998)
- ICQ 99a, ICQ 99b (1999)
- ICQ 2000a, ICQ 2000b (2000)
- ICQ 2001a, ICQ 2001b (2001)
- ICQ 2002a, ICQ 2002b (2002)
- ICQ 2003a (2003)

### ICQ Pro
- ICQ Pro 2003b (2003)

### ICQ Lite
- ICQ Lite
- ICQ Lite 4 (2004)
- ICQ 5 (2005)
- ICQ 5.1 (2006)
- ICQ 6 a ICQ 6 Atlas (2007)
- ICQ 6.5 (2008)
- ICQ Lite 1.0 (2008)
- ICQ 7 (2009)

## Seznam alternativních klientů
Další programy, umožňující komunikaci s protokolem ICQ (jejich používání bylo v rozporu s podmínkami použití ICQ):
- centericq – linuxový konzolový klient
- Jimm – pro mobilní telefony, J2ME
- Kopete – linuxový software
- Pidgin – linuxový software
- Miranda IM – freeware pro Windows
- QIP – Quiet Internet Pager (podporuje šifrovanou komunikaci mezi klienty QIP)
- SIM – Open source klient
- Trillian – Windows, od firmy
- Agile Messenger – messenger pro mobilní telefony s operačním systémem Symbian OS, Windows Mobile, Android či iPhone OS X
- Adium – ICQ klient pro Apple Mac Os X